# Пётр Моргунов (большой десантный корабль)
«Пётр Моргунов» — российский большой десантный корабль проекта 11711, второй корабль серии. В составе Северного флота ВМФ ВС России,в 121-й бригаде десантных кораблей г Североморск.

## Название
Корабль назван в честь советского генерал-лейтенанта, первого в СССР кавалера ордена Нахимова I степени Петра Алексеевича Моргунова.

## Проект
Проектирование корабля начато по техническому заданию ВМФ России в 1998 году на Невском Проектно-Конструкторском бюро (Санкт-Петербург). По первоначальному замыслу предполагалось создание корабля небольшого водоизмещения, способного осуществлять переходы внутренними водными путями. Это требование было снято ВМФ ещё на этапе проектирования и корабль перешёл в класс больших десантных кораблей (БДК) с водоизмещением более 5000 тонн, и возможностями транспортировки усиленного батальона морской пехоты с техникой и высадки его на перевозимых с собой понтонах. Также предполагалось базирование на корабле двух транспортно-боевых вертолетов типа Ка-29. Техническое задание на проектирование менялось три раза, а велось проектирование 6 лет.

## История строительства
БДК «Пётр Моргунов» был заложен 11 июня 2015 года на судостроительном заводе «Янтарь».
Спущен на воду 25 мая 2018 года. На момент спуска готовность корабля была около 70 %. Заселён экипажем в марте 2019 года.
Начало швартовных испытаний планировалось на март 2019 года, начало ходовых испытаний — на июнь 2019 года; фактически же швартовные испытания начались 15 ноября, а ходовые 13 декабря 2019 года.
Поднятие флага и приёмка в состав Северного флота ВМФ России произошла 23 декабря 2020 года. 
В феврале 2022 году придан для усиления Черноморского флота. Отряд из 6 БДК, завершив переход вокруг Европы, по пути зашел в пункт материально-технического обеспечения ВМФ России Тартус в Сирии.